# Turn the Lights Down
Turn the Lights Down is het 26e album van de Britse progressieve-rockmusicus Kevin Ayers.
Op het album staan opnamen van een optreden op 10 maart 1995 in Waterman's Arts Centre, Brentford, Engeland.

## Tracklist
1. There Goes Johnny
2. See You Later
3. Didn't Feel Lonely
4. When Your Parents Go to Sleep
5. Lady Rachel
6. Super Salesman
7. Am I Really Marcel?
8. Everybody's Sometime... Blues
9. Beware of the Dog
10. Mr Snake
11. May I?
12. Why Are We Sleeping?
13. Stranger in Blue Suede Shoes

## Bezetting
- Kevin Ayers: zang, gitaar

Met The Wizards of Twiddly:
- Carl Bowry: gitaar, achtergrondzang
- Andy Delamere: basgitaar, achtergrondzang
- Andy Frizell: basgitaar, achtergrondzang
- Simon James: dwarsfluit, keyboard, achtergrondzang
- Martin Smith: trompet, hoorn, achtergrondzang